# Oudehorne
Oudehorne (Fries: Aldhoarne, Stellingwerfs: Ooldehoorn) is een dorp in de gemeente Heerenveen, in de Nederlandse provincie Friesland. Het ligt oostelijk van de plaats Heerenveen, aan de Schoterlandseweg.
In 2023 kende het dorp 815 inwoners. Het vormt een tweelingdorp met het naastgelegen dorp Nieuwehorne.

## Geschiedenis
De plaats wordt in 1315 voor het eerst gemeld als Hoerne cum duabus capellis, duidend op de twee kapellen die zijn gelegen in Oudehorne en Nieuwehorne. Als plaats zelf is de eerste melding in 1408 als Olde Hoerne. In 1409 werd het vermeld als Aldenhoorn, in 1573 als Olden Horn en in 1718 als Oudehorn.
In 1840 had het dorp 152 inwoners. Tot de gemeentelijke herindeling van 1934 maakte Oudehorne, evenals het zusterdorp Nieuwehorne, deel uit van de gemeente Schoterland.
In het noordwesten van het dorpsgebied, bij de grens met Schurega lag er een ontginningsgebied en deze werd tot de jaren 80 van de twintigste eeuw ook als buurtschap geduid, als Oudehornstercompagnie.

## Cultuur
Het Flaeijelfeest is een jaarlijks evenement.
Op de begraafplaats van Oudehorne staat ook een van de klokkenstoelen in Friesland. Deze wordt ook gebruikt voor het Sint-Thomasluiden.

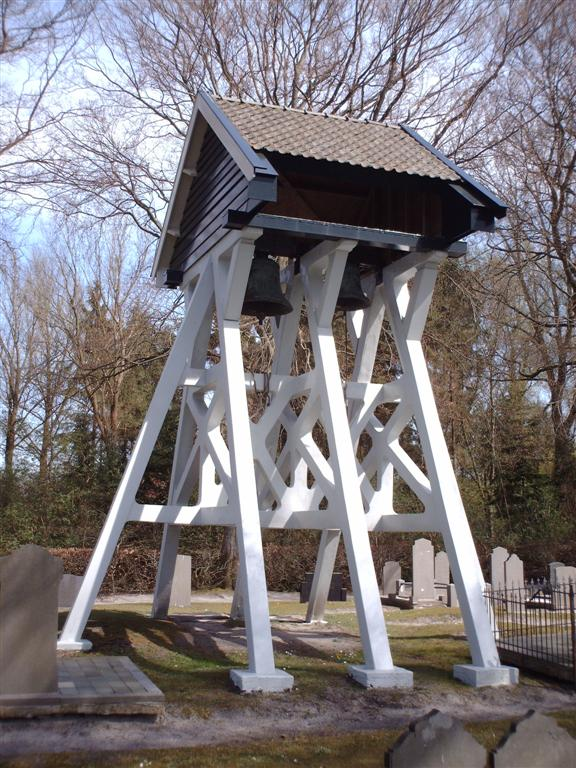
Klokkenstoel
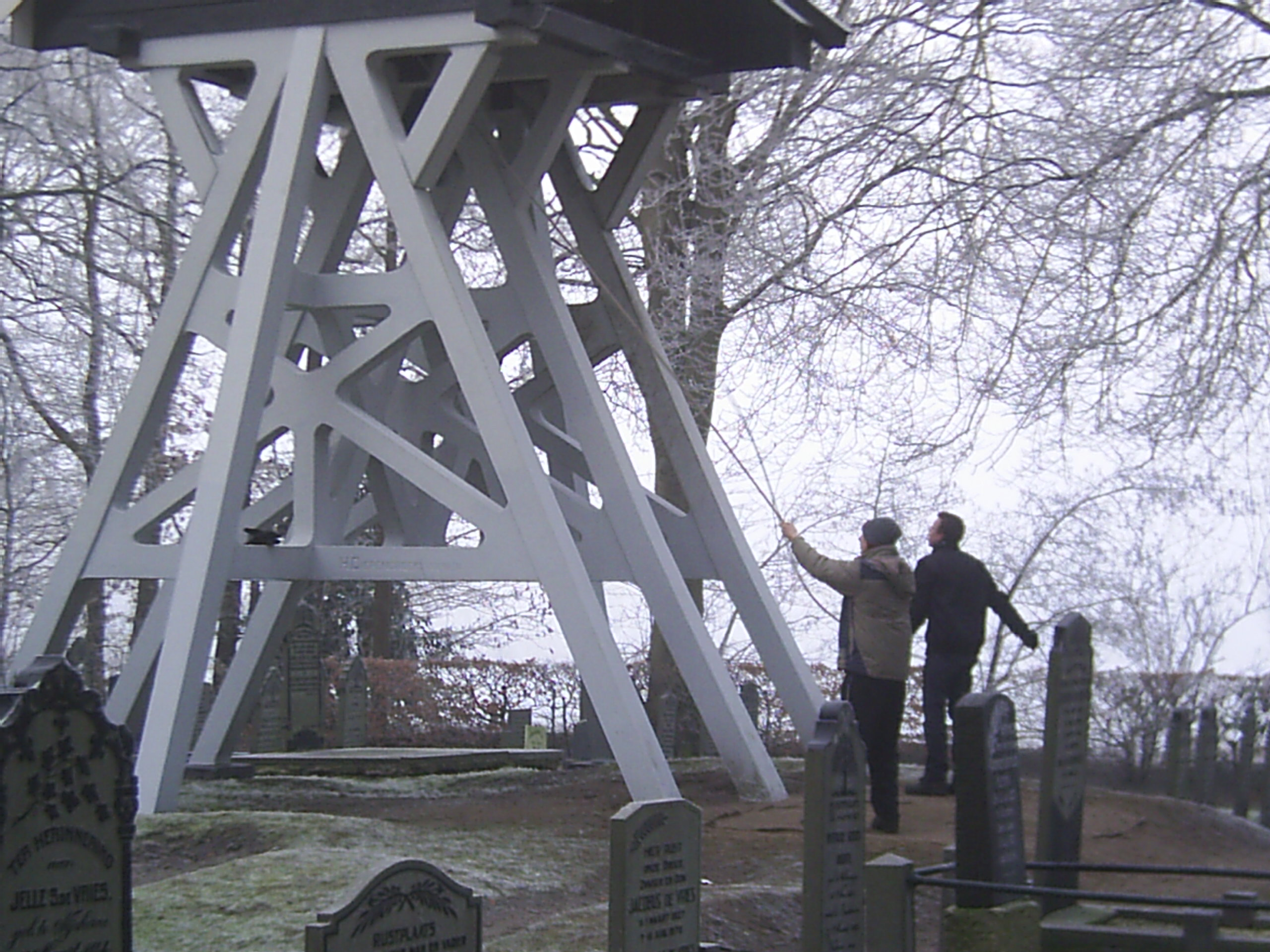
Sint Thomasluiden op 31 december 2008

## Sporten
De sporten voetbal, korfbal, volleybal en gymnastiek worden doorgaans beoefend bij de sportvereniging UDIROS. Het sportpark van UDIROS is gesitueerd in Nieuwehorne tegen de grens met Oudehorne en haar leden zijn afkomstig uit beide dorpen. Hetzelfde geldt voor tennisvereniging De Horne.